# Guigues II de Forez
Pour les articles homonymes, voir Guigues.
Guigues II de Forez, aussi nommé Guy II de Forez (1130 - † 6 décembre 1206), petit-fils de Guigue-Raymond I de Forez, comte de Lyon et de Forez.

## Biographie
Fils de Guigues Ier, comte de Lyon et de Forez et de Sibille/Sybille, dame de Beaujeu, fille de Guichard III, seigneur de Beaujeu.
Il fut confié par son père au roi Louis VII (1137-1180) qui le prit sous sa protection et le fit élever à la cour.
Il devient comte de Lyon et de Forez en 1138 en succédant à son père, et régna sur le comté soixante ans jusqu'en 1198.
C'est avec lui que naîtront les litiges entre le comté de Forez et les sires de Beaujeu au sujet de leurs terres respectives.
Dépossédé de ses droits sur Lyon par la bulle d'Or de Frédéric Barberousse, il entre en conflit avec l'archevêque Héracle de Montboissier. Avec le soutien de Louis VII et du pape Alexandre III et l'élection de Guichard de Pontigny, il est rétabli dans ses droits par une première transaction en 1167 mais finira par céder ses possessions en Lyonnais par la permutation de 1173.
Marié à Guillelmine, il eut trois enfants : 
- Guigues III, à qui il abandonna le comté de Forez peu de temps avant de mourir ;
- Renaud de Forez, archevêque de Lyon (1193-1226) ;
- Humbert, chanoine-comte de Lyon.

À la mort de Guigues III c'est son deuxième fils Renaud, alors archevêque de Lyon qui assura la tutelle du futur Guigues IV de Forez.
Renaud II, Humbert ainsi que Ermengarde appelée plus souvent Guillemette (de Vuillelma en latin) eurent leur sépulture en l'Église Saint-Irénée à Lyon.
Fondation faite en cette église par son 3e fils Humbert de Forez pour célébrer tous les 12 mai l'anniversaire du décès de Guillemette.